# Ghiacciaio Fegley
Il ghiacciaio Fegley è un ghiacciaio lungo circa 25 km situato nella regione sud-occidentale della Dipendenza di Ross, nell'Antartide orientale. Il ghiacciaio, il cui punto più alto si trova a circa 1800 m s.l.m., si trova nella dorsale Holland, sulla costa di Shackleton, dove fluisce verso est partendo dal versante sud-orientale della dorsale e scorrendo a fianco al versante settentrionale del monte Alien Young fino a unire il proprio flusso a quello del ghiacciaio Lennox-King, sopra la superficie dell'insenatura di Richards.

## Storia
Il ghiacciaio Fegley è stato mappato da membri dello United States Geological Survey (USGS) grazie a ricognizioni tellurometriche effettuate dallo stesso USGS nel 1961-62 e a fotografie scattate durante ricognizioni aeree effettuate dalla marina militare statunitense nel 1960. In seguito, esso è stato così battezzato dal comitato consultivo dei nomi antartici in onore del tenente Charles E. Fegley, ufficiale in comando dell'unità di energia nucleare della stazione McMurdo durante l'Operazione Deep Freeze del 1964.